# Kielecki Teatr Tańca
Kielecki Teatr Tańca – pierwotnie prywatny teatr założony przez Elżbietę Pańtak (dawniej Szlufik-Pańtak), prowadzony później razem z Grzegorzem Pańtakiem jako Stowarzyszenie Kielecki Teatr Tańca. W 2004 roku został przekształcony w miejską instytucję kultury.
Teatr zadebiutował w grudniu 1995 r. spektaklem pt. Uczucia, który został wystawiony na deskach Teatru Dramatycznego im. Stefana Jaracza w Olsztynie. Spektakl ten został stworzony przez Elżbietę Pańtak i Piotra Galińskiego.
Kielecki Teatr Tańca specjalizuje się w repertuarze jazzowym, zarówno współczesnych jak i tradycyjnych jego odmianach. W okresie swojej działalności Teatr występował na wielu scenach w kraju, m.in. w Operze Bałtyckiej w Gdańsku, Teatrze Wielkim w Łodzi, Teatrze Polskim w Warszawie.
W 2010 został laureatem Nagrody Miasta Kielce.

## Spektakle zrealizowane przez Kielecki Teatr Tańca
- Uczucia – premiera luty 1996
- Quo vadis – premiera luty 1997

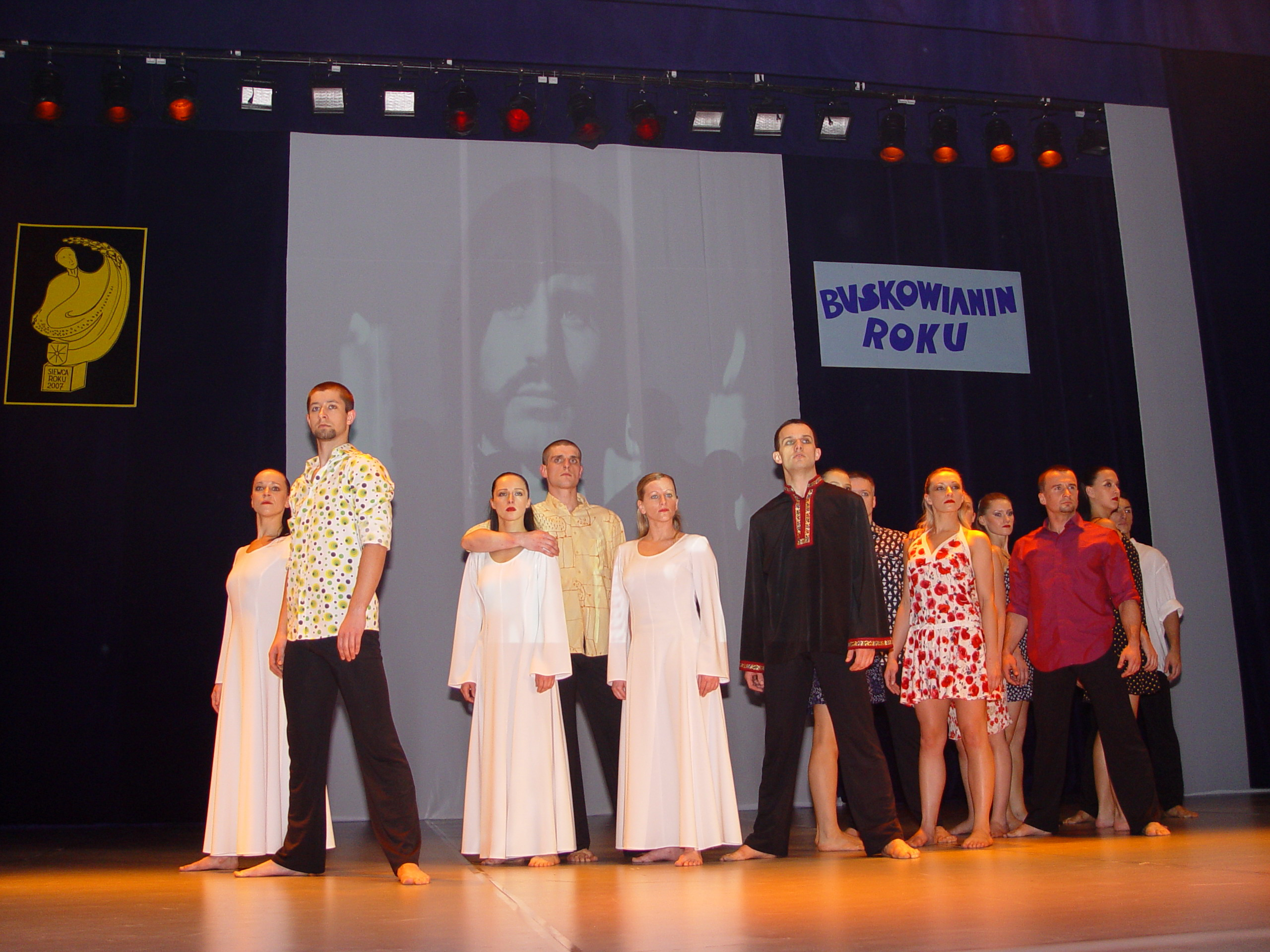
Kielecki Teatr Tańca, spektakl Niemen podczas gali „Buskowianin roku 2007”, BSCK, Busko-Zdrój, 29 marca 2008

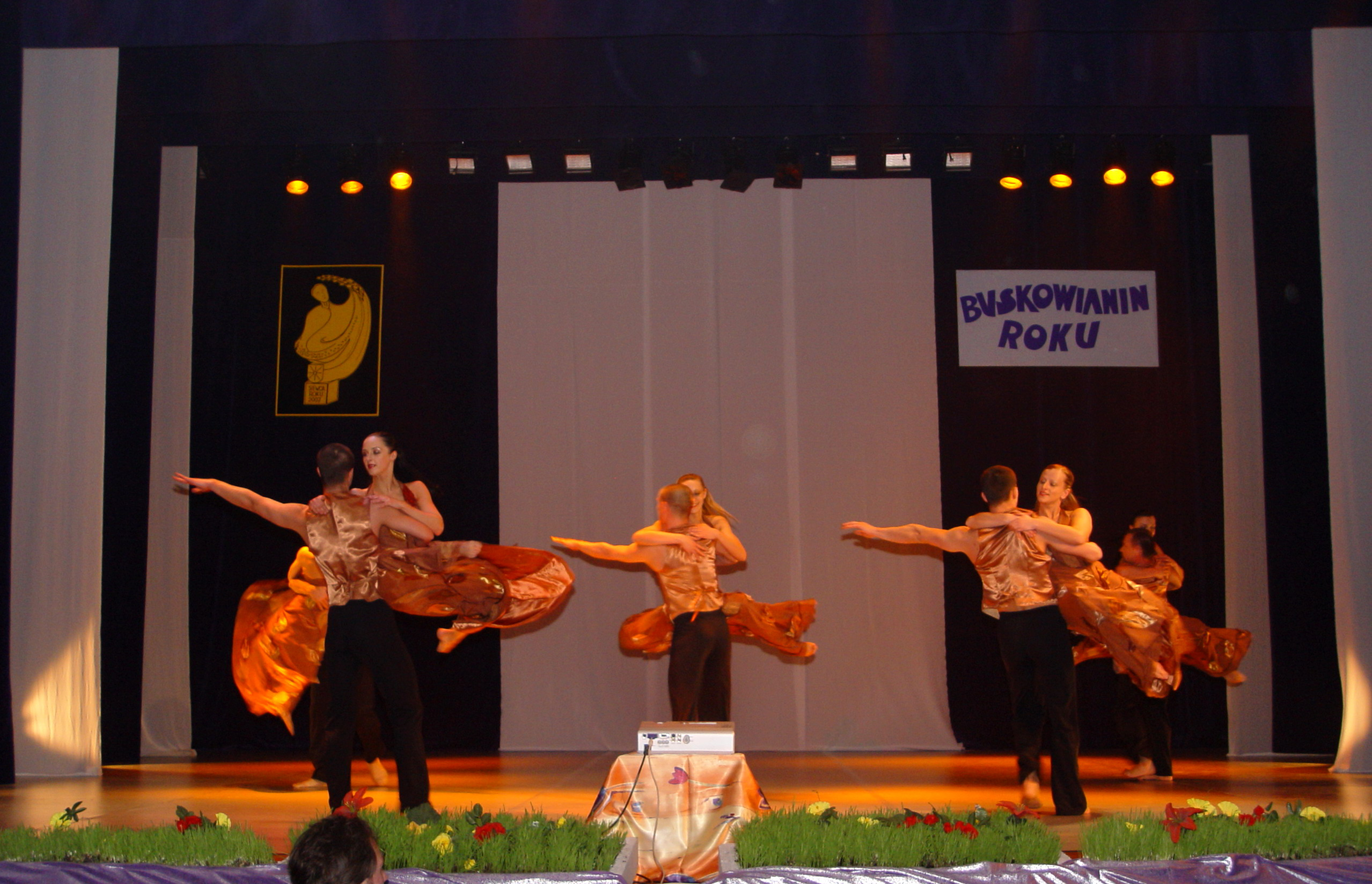
Kielecki Teatr Tańca, spektakl Niemen podczas gali „Buskowianin roku 2007”, BSCK, Busko-Zdrój, 29 marca 2008

- Cztery Pory Roku – premiera wrzesień 1997
- Po Stronie Snów – premiera listopad 1997
- Dla Ciebie Panie – premiera czerwiec 1998
- Być Albo Brać – premiera listopad 1998
- Mężczyzna i kobiety – premiera wrzesień 1999
- Błękitna rapsodia – premiera grudzień 1999
- Uświęcona – premiera czerwiec 2000
- Opiekunki – premiera grudzień 2000
- Kalijuga-technobalet – premiera grudzień 2001
- Drab-Zeen – premiera kwiecień 2003
- Przemijanie – premiera wrzesień 2003
- Świętokrzyskie sny – premiera maj 2004
- Femme Fatale – premiera październik 2004
- Prophetie – premiera styczeń 2005
- Powyżej nieba – premiera grudzień 2005
- Sarny – premiera grudzień 2005
- Niemen – premiera wznowienia styczeń 2006
- Pasja – premiera kwiecień 2006
- Bolero – premiera grudzień 2006
- Metamorfozy – premiera kwiecień 2007
- Szymanowski – premiera czerwiec 2007
- Celebration – premiera luty 2008
- Rozkoszna lekkość bytu – premiera luty 2008
- Zdarzyło się w Jeruzalem – premiera czerwiec 2008
- Zakochany Paryż[3] (producent Kieleckie Centrum Kultury) – premiera listopad 2008
- Sny – premiera kwiecień 2009
- Tajemnice wirtualnego świata – premiera marzec 2010
- Chopin4 – premiera sierpień 2010
- Złoty kluczyk, czyli przygody Pinokia – premiera grudzień 2010
- Tranzyt Wenus – premiera grudzień 2011
- Nieustannie – premiera czerwiec 2012
- NEWs INSPIRATIONs – premiera czerwiec 2012
- Perła – premiera czerwiec 2012
- Dziadek do orzechów – premiera grudzień 2012
- Święto wiosny – premiera marzec 2013
- Wieczór na 2 lub 4 nogi – premiera grudzień 2013
- Sen Jakuba – premiera marzec 2014
- Monochrome – premiera marzec 2014
- Traviata – premiera czerwiec 2014
- Opowiedziane ruchem – premiera grudzień 2014
- Kronos. Erotyczny spokój – premiera maj 2015
- Carmina Burana – premiera czerwiec 2015
- Stymulacja ciała – premiera grudzień 2015
- Poza horyzont – premiera kwiecień 2016
- Łk 10,29 (Kto jest moim bliźnim?) – premiera kwiecień 2016
- Sideways rain – premiera wrzesień 2016
- Alicja w Krainie Czarów – premiera styczeń 2017[4]

## Dane kontaktowe
- Adres: budynek Kieleckiego Centrum Kultury, Plac Moniuszki 2b 25-334 Kielce
- Szkoła Tańca KTT, Pl. Konstytucji 3 Maja 3, Kielce